# Rio Cassal
O Cassal (em armênio: Քասաղ; romaniz.: Kʼasał) ou Aparã (Ապարան, Aparan) é um rio na região do centro-oeste da Armênia moderna que flui de norte a sul. Tem 89 quilômetros de comprimento e sua bacia tem 1 480 quilômetros quadrados. Se origina na encosta oeste da cordilheira de Fambaque, na província de Aragatsotn. Em seu curso superior, antes de se fundir com o tributário Salcacovite, é chamado Caralbiur.
Depois de se fundir com o tributário Guelarote, o Cassal vira para o oeste e entra num cânion. Abaixo da vila de Oxacã, deságua na planície de Ararate e se funde com o rio Metsamor, que é um tributário do Aras. 76% da precipitação que incide sobre o Cassal é granizo. Predomina o fluxo primaveril, com cheias de verão. Seu fluxo médio anual é de 6,75 m3/seg. Suas águas são armazenadas no reservatório de Aparã e usada para fins de irrigação.